# Santo Domingo (Cuba)
Santo Domingo è un comune di Cuba, situato nella provincia di Villa Clara.